# Bandlappenschnäpper
Der Bandlappenschnäpper (Platysteira laticincta), auch Bamendalappenschnäpper genannt, ist ein Vogel aus der Familie der Afrikaschnäpper (Platysteiridae).
Die Art wurde oft als konspezifisch mit dem Schwarzkehl-Lappenschnäpper (Platysteira peltata) angesehen.
Sie ist endemisch im Kameruner Grasland im Westen Kameruns.
Das Verbreitungsgebiet umfasst tropischen oder subtropischen feuchten Bergwald, Waldränder, bevorzugt in Gewässernähe von 1700 bis 2450 m Höhe.
Die Art ist ein Standvogel.
Das Artepitheton kommt von lateinisch latus ‚breit‘ und lateinisch cinctus ‚Gürtel, Gurt‘.

## Aussehen
Die Art ist 13 cm groß und wiegt zwischen 11 und 15 g. Auffallend ist der große, dicke, rote Hautlappen über den Augen bei ansonsten schwarz-weißem Gefieder, großem Kopf und breitem Schnabel. Das Männchen ist auf der Oberseite glänzend bläulich-schwarz, die Flügel sind schwärzlich. Ein breites glänzend bläulich-schwarzes Brustband trennt das Weiß von Kinn und Hals vom weißlichen Gefieder der Unterseite. Die Beine sind grau, die Iris ist rötlich-braun, der Schnabel schwarz. Beim Weibchen ist Kehle und Brust bläulich, Jungvögel sind auf der Oberseite bräunlich-grau, auch unten bräunlich mit cremefarbener bis gelbbrauner Kehle, die Augenlappen sind kleiner.
Gegenüber dem Schwarzkehl-Lappenschnäpper (Platysteira peltata) ist die Oberseite glänzend und nicht matt, auch ist das Brustband breiter. Vom Bindenlappenschnäpper (Platysteira cyanea) und dem Weißstirn-Lappenschnäpper (Platysteira albifrons) unterscheidet die Art sich durch das Fehlen von Weiß auf den Flügeln.

## Stimme
Der Ruf des Männchens wird als leise Raspeltöne "djip-djip-djip-zipweet, zipweet" beschrieben, der Alarmruf ist "tsit-tsit".
Die Art ist monotypisch.

## Lebensweise
Die Nahrung besteht aus Insekten, die meist im dichten Unterholz, aber auch bis in Baumwipfel gesucht, im Fluge gefangen oder von Blättern abgelesen werden.

## Fortpflanzung
Die Brutzeit liegt zwischen Oktober und Mai, hauptsächlich zwischen Dezember und Februar. Die Art ist standorttreu. Die kleinen Nester hängen ½ bis 6 m über dem Erdboden in einer Astgabel. Das Gelege besteht aus 1–3 Eiern, die über 15–17 Tage bebrütet werden.

## Gefährdungssituation
Der Bestand gilt als stark gefährdet (Endangered) durch Habitatverlust.